# Файзобод (імені Мір Саїда Алії Хамадоні район)
Файзобо́д (тадж. Файзобод) — село у складі Хатлонської області Таджикистану. Адміністративний центр Дашті-Ґульського джамоату району імені Мір Саїда Алії Хамадоні.
Село розташоване на річці Сієоб.
Назва означає благоустроєний завдяки щедрості.
Населення — 10385 осіб (2010; 10050 в 2009).